# Győr vasúttörténete

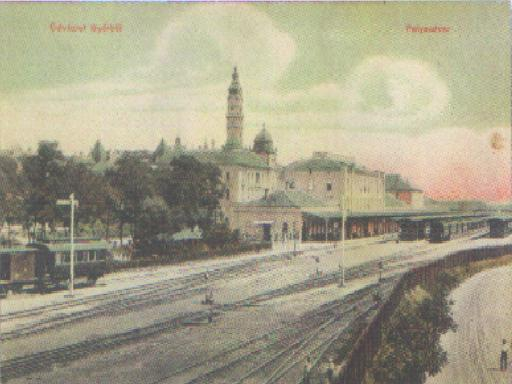
Győr vasúti állomás 1915-ben

Győr kedvező földrajzi fekvése, s minden irányban szerteágazó közútjai, a hajózható Mosoni-Duna miatt évszázadokon keresztül fontos szerepet játszott a kereskedelemben. A dunai hajóforgalom a 17. század végén rendkívüli mértékben megnövekedett. Az alföldi dunai dereglyék egyre többen jelentek meg Győrött, hogy kirakják terményeiket, illetve a Mosoni-Dunán továbbmenjenek. Ekkor ugyanis még Mosonig lehetett hajót vontatni. Az adott helyzetben Új-Komárom, Győr és Moson versenyeztek egymással az alföldi gabona szállításában. A Mosoni-Duna Győr és Moson közötti szakaszának eliszaposodásával Győr lett a közvetítő gabonakereskedelem központja.
A győri városvezetésben és a kereskedelemben érdekelt polgárok éberen ügyeltek pozícióik megtartására. 1836-ban híre érkezett annak, hogy Sina báró egy Bécset és Győrt összekötő, illetve Győr kikerülésével Gönyűig vezető vasút építését vette tervbe. Ugyanekkor gr. Zichy Ferenc kormánybiztos az árvízvédelem érdekében a Győrt érintő folyók szabályozására tett javaslatot. Ez gyakorlatilag a Mosoni-Dunának elvezetését, valamint a Rába-torkolat kihelyezését, s a Rábának a szállásoktól történő balra fordítását, és a majoroki, majd a szabadhegyi földeken keresztül a Cirkeli-érnél a Dunába vezetését jelentette.

## Az elképzelések testet öltése
Mindkét hír megmozgatta a városvezetést és a polgárságot. Kijelentették, hogy a Mosoni-Duna elvezetése a város kereskedelme szempontjából nagyon káros lenne. A Rábca elvezetése a kincstárt sértené, hiszen a sóhivatal Újvárosban, a Rábca mellett van. A fenti indokok alapján a városvezetés elvetette a vízrendezési terveket s kijelentette, hogy a legfontosabb feladat a Mosoni-Duna medrének kotrása. A vasút ügyében Czech János főbíró vezetésével küldöttség indult Pozsonyba és Bécsbe, ahol megbeszélést folytattak a nádorral, a kancellárral, a DGT Rt. igazgatójával és Sina báróval. A nádor érdekeik védelméről biztosította a győrieket. A kancellár felhívta a győriek figyelmét arra, hogy a magyaroknak az örökös tartománnyal szembeni versenyképesség fenntartása érdekében olyan vasutak, kiépítéséről kell gondoskodni, amelynek segítségével olcsóbban szállíthatják terményeiket a bécsi piacra, mint más tartományok a tervezett boszniai vasút által. A DGT igazgatója a Gönyűig kiépítendő vonalvezetés mellett foglalt állást, hivatkozva arra, hogy a nagyobb hajók nem képesek Győrig feljönni. A győriek ellenérvként hozták fel, hogy a vasútnak Budáig történő kiépítése esetén a Győr és Gönyű közti szakasz feleslegessé válik. A társulat igazgatója erre azt válaszolta, hogy a vasútnak Budáig történő kiépítése esetén Győr elveszítené közvetítő kereskedelmi szerepét. Sina megnyugtatta a győrieket, hogy figyelemmel lesz a város érdekeire. Győr városa Széchenyit is igyekezett megnyerni a kereskedelmi érdekek támogatására, s arra kérték, hogy segítse elő a Mosoni-Dunának állam költségen történő kotrását.
Az 1830-as években Győr a közvetítő kereskedelem legfontosabb hazai állomása lett. Fényes Elek leírása szerint évente 400 hajó fordult meg Győrött. Bécs felé gabonát, dohányt, gyapjút, bőröket, lovat, ökröt, sertést, mézet, viaszt, gubacsot szállítottak, Bécsből pedig épületfát, vasat, fényűzési cikkeket, gyarmatárut hoztak. Sina báró alig kezdte meg az előkészületeket a Bécs–győri vasút megépítésére, 1840-ben a munkálatok abbamaradtak. Az országgyűlés által is támogatott Dunai bal parti vasút került előtérbe. Az adott viszonyok alakulása egyelőre Győrt nem érintette hátrányosan, de a fejlődés egyre erőteljesebb lett. A fellendülést a szabadságharc kitörése, majd az ezt követő abszolutista rendszer állította meg. A kereskedelem talpráállását akadályozta a katonai beszállásolás, a katonaság ellátása, a polgári lakosság zaklatása s a politikai bizonytalanság. A városvezetés nagy anyagi gondokkal kezdte meg működésiét a szabadságharc leverése után. Haynau a város pénzügyi készletét lefoglalta, s a két év óta esedékes közadó hiányában fizetésképtelenség állt elő. A városvezetés és a megyefőnökség igyekezett a gazdasági fellendülést előmozdítani, mely a politikai nyugtalanságra is fékező hatással lehet. Rövid időn belül kedvező változások következtek be, a város polgárai nagy buzgalommal vetették magukat bele a gabona- és állatkereskedelembe. Sokan eredeti foglalkozásukat felhagyva kapcsolódtak bele a közvetítő kereskedelembe, mely munkalehetőséget biztosított és tisztes hasznot hozott. Wurda Ferenc városi tanácsos felesége jegyezte fel naplójába, hogy 1850-ben Bécsben a gabona és a hízóállat értékesítésére kedvező lehetőség nyílt. A jó hír az egész várost megmozgatta. Sokan hajósnak, rakodónak, ügynöknek álltak be. A kereskedők sorra alakították át lakóházaik egy részét gabonaraktárrá a Duna és a Rába partján, sőt még a belváros forgalmas utcáiban is.

## A vasútvonalak megépítésének gyakorlati elkezdése
A Bécs–Bruck közötti vasút 1846-ban történő megépítése után a további építést illetően előrelépés csak 1853 után történt. A gloggnitz-i vasúttársaság ekkor az államnak átadott vasutakért, mintegy kárpótlásul, engedélyt nyert a Bruck–Győr–Újszőny közti vasút kiépítésére. A győriek a vasutat elsősorban a közvetítő kereskedelmi érdekek szolgálatába kívánták állítani. A vasúttársasághoz intézett levelükben kijelentették, hogy a vasút akkor lesz kedvező a városra nézve, ha a vasútállomás a hajóállomáshoz közel épül fel, s a két fontos kereskedelmi csomópontot vasút köti össze. Ebben az esetben a város a féltve őrzött vásártér egy részének ingyenes átengedésére is hajlandónak mutatkozott. Ez rendkívül nagy engedményt jelentett, ha figyelembe vesszük, hogy egy-egy országos vásár alkalmával 5–6000 db vágómarhát hajtottak fel a győri vásártérre, s emellett még tekintélyes volt a ló- és a sertés-eladás is.
A gloggnitzi vasúttársaságtól 1855-ben az Osztrák–magyar Államvasút-társaság vette meg a jelzett vasutat, melyet rövid idő alatt befejezett. 1855. december 24-én átadták a forgalomnak a Bruck–Győr, majd 1856-ban a Győr–Újszőny közti vonalat. Miután a vasúttársaság a szárnyvonal kiépítésére nem vállalkozott, a város ingyen nem adott területet a vásártérből. A Bécs–győri vasút kiépítésével Győr a nyugatra irányuló közvetítő kereskedelem utolsó átrakodó állomása lett. A Győrbe hajón szállított termény itt vasútra került. Versenytárs hiányában egyelőre az sem okozott gondot, hogy a hajóállomástól tengelyen kellett a gabonát a vasútállomásra szállítani, ami többletkiadást jelentett. Az új vasúttal Moson végleg elveszítette a közvetítő kereskedelemben addig betöltött szerepét. A Mosoni-Duna Győr és Moson közötti szakaszának eliszaposodásával a hajók többsége már csak Győrig tudott feljönni, s a korábban szekérfuvarozásra berendezkedett Moson vármegyei községek elvesztették a lábuk alól a talajt. A győri kereskedők az új helyzetben kereskedelmi érdekeik védelmére 1856-ban megalakították a Kereskedelmi Gyüldét, mely egyik fontos feladatának tekintette a város számára kedvező vasútvonalak kiépítését, illetve annak szorgalmazását. A győri kereskedők a gabonaszállítás kézben tartására 1864-ban, 500.000,– Ft-os alaptőkével, Győri Gőzhajózási Rt.-t alapítottak, mely főleg a délvidéki gabona felhozatalával foglalkozott. Amikor a vasúttal a külföldi értékesítések javultak, ugyanakkor a közvetlen vonzáskörzetben a Győrre nézve kedvezőtlen hatása is megmutatkozott. A bőnyi közbirtokosság a 14000 hold földjén termett gabonát a nagyszentjánosi vasútállomáson vagonírozta be. A hédervári uradalom szemes terményét és vágómarháit 15–20 krajcárral magasabb áron Mosonban értékesítette.
A Kereskedelmi Gyülde számára a Mosoni-Duna jó karban tartása még fontosabb feladat volt, mint a kedvező vasútvonalak kiépítésének szorgalmazása. Több ízben kérték a várost, hogy gondoskodjon a Duna kotratásáról, s e célra kérjen egy meghatározott összeget az ide érkező hajóktól. Indokul hozták fel, hogy Győr városa a magyar haza egyik legkitűnőbb és legfontosabb kereskedővárosai közé számítható, s a kereskedelem előmozdításáért a hatóságnak kötelessége mindent megtenni. Többek között felhívták a városi tanács figyelmét arra, hogy az anyahajók csak magas vízállás esetén tudnak Győrig feljönni, máskor kisebb hajókra kell a terményt átrakni, s ez többletkiadással jár. A tanács elfogadta a Gyülde javaslatát, s a Győrbe érkező gabona után mázsánként 1/4 krajcár fizetését határozta el, mely összeget kotratásra fognak fordítani.Sáry István: Nyugat-Dunántúl fő vasútvonalainak kiépülése és hatása a társadalmi, gazdasági viszonyokra.
Az összefogásra és az érdekvédelemre nagy szükség volt, mert 1861-ben kiépült a buda–kanizsa–pragerhofi vasút, mely komoly versenytársnak bizonyult. Ezt igazolja többek között az is, hogy a Császári-királyi Szabadalmazott Osztrák Hitelintézet Győri Fiókja Győrött az üzleti pangásra hivatkozva Sziszekbe helyezte át székhelyét. A kereskedelemre gyakorolt nyomás ellensúlyozásaként ekkor a Győri Kereskedelmi Társaság 1862-ben győr–pápa–keszthelyi vasút kiépítését vette tervbe. Győr város tanácsához intézett beadványukban előadták, hogy „Győr városa és vidéke napról napra veszélyeztetett jólétének helyreállítására hatályos eszközökről kell gondoskodni.” Kérik, hogy a város is járuljon hozzá a vasút felépítéséhez. A szervezés nagy lendülettel indult, s 1863-ban már a mérési munkálatokat is elvégezték. A társaság ez alkalommal egy emlékiratot bocsátott ki, melyben részletesen indokolták a vasút szükségességét. Ebben kifejtették, hogy a vasút felépítésével Győr 12 mérfölddel kerül közelebb az Adriai-tengerhez a Buda–trieszti vasútnál. Győr a Bécs–győri vasútnak a Nyugattal való kapcsolata, valamint a Regensburg-ig menő gőzhajójáratok által a legjelentősebb központja a Nyugat-Európával folytatott gabona- és egyéb kereskedelemnek. Bécs és vidéke mintegy 5 millió mérő gabonát vesz Győrből. Győr kereskedelmi forgalma csupán a bánsági, bácskai és Tisza-vidéki gabonaneműkben évi 10 millió mérő. Ide számítandó még Komárom, Zala és Somogy vármegye, melyek gabonából, szeszes italból, gyapjúból, nyersbőrből, épület- és tűzifából, élő állatból évi 4 millió mázsát szállítanak. Indoklásul hozták még fel Pápa város évi 2 millió mázsás forgalmát, a Bakony fa- és széntermelését és a somlói bor kedvező értékesítési lehetőségét.
A Győr–pápa–keszthelyi vasút ügyében 1864-ben ült ismét össze a vasútépítő választmány, mely bejelentette, hogy az egyelőre Pápáig kiépülő vonal 1 millió 700000,– Ft-os költségéhez egy bécsi bankház 800 000 Ft-tal kíván hozzájárulni. Bécs egyrészt politikai (a tengerig vezető vasút Ausztrián menjen keresztül), másrészt gazdasági okokból nem támogatta a tervet, s így megvalósítására nem is került sor. Ugyanebben az évben a helytartótanácsi osztály arról értesítette Győr városát, hogy Schulhof József, a kapuvári uradalom főhaszonbérlője Sopron–Fertőszentmiklós–Kapuvár–Csorna–Győr irányába vezetendő gőzüzemű vasútra előmunkálati engedélyt nyert. Győr városa támogatásáról biztosította a vállalkozót. 1866-ban a Soproni Kereskedelmi és Iparkamara kérte Győr városát egy Győr–Sopron között létesítendő vasút támogatására. Ekkor a már megépült Sopron–kanizsai vasutat figyelembe véve a Kereskedelmi Gyülde és a városvezetés az előbbiekhez viszonyítva más véleményen volt. A városi mérnök kijelentette, hogy a jelzett vasút Győrt egyedül a Bécsújhely-vidék malmaival kötné össze, melynél sokkal fontosabb vonalak megépítésén fáradoznak. Ezek Győrt több gabonaforgalmi tartománnyal és az Adriai-tengerrel hozzák kapcsolatba. 1866-ban egy Győr–grazi vasút terve vetődött fel, mely Stájerországit és Karinthia piacát igyekezett a győri közvetítő kereskedelembe bekapcsolni és Trieszthez közelebb kerülni. Számítások szerint Győr ezzel a vasúttal, 8 mérfölddel kerülne közelebb Trieszthez, mint Buda. Itt már versenytársként Buda is jelentkezik, mely a következő években fokozatosan hódítja el az elsőbbséget Győrtől. A helytartósági osztály, mely a győriek 1862-es feliratát válaszra sem méltatta, most váratlanul bekérte a korábban tervezett vasút építési tervét és költségvetését. Egyben közölte, hogy a „királyi kormányszék a Győr–pápa–keszthelyi vasút üdvösségét és fontosságát méltányolva hajlandó annak építését előmozdítani, s kívánt, a jelen ínséges időket figyelembe véve azt mielőbb megvalósítani.

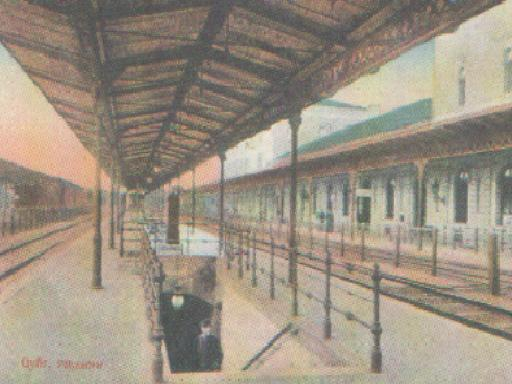
A győri állomás peronjai 1917-ben

Az ipar gyors fellendülésének bizonyítására hozták fel a Sopron–kanizsai vasút mentén alapított gyárakat. Hangsúlyozták a délnyugati szomszédos tartományok, különösen a Stájerországban feldolgozott vas behozatalának jelentőségét s vízi úton történő olcsó továbbszállítását. A tervezett vasút a legolcsóbban biztosíthatja délnyugat felé az alföldi gabona kivitelét. E vasút Győrnél találkozik a Bécsből kiinduló vasúttal, mely Komáromon és Érsekújváron át az északnyugati vasúttal is a legrövidebb úton jöhet kapcsolatba, s ezáltal az osztrák birodalom északi részét a dél-nyugatival a legkedvezőbb módon kötné össze Magyarországon keresztül. Közben Grazban is alakult egy érdekeltség, mely az oderburgi vasúttal szándékozott rövid úton összeköttetésbe kerülni, melyre a legalkalmasabbnak látszott egy Győr irányába kiépítendő vonalvezetés. A két társaság között rövidesen megkezdődtek a tárgyalások. Amíg a győriek közvetítő kereskedelmi pozícióik megtartására törekedtek, addig más vidékek hátrányos helyzetükből szerettek volna kilépni. Pápa városa messzemenő támogatásáról biztosította az Esterházy Pál elnöklete alatt megalakult új érdekeltséget. Győr város tanácsához intézett levelükben előadták, hogy a Győr–Pápa közti területről évi 4 millió mázsa forgalom számítható. E vasút hiányát különösen érezte a vidék e jó termő évben, amikor a rossz közutakon a Pápától alig 6 mérföld távolságra levő győri piacra l mérő gabona szállításáért 50–60 krajcárt kellett fizetni. Vas vármegye gazdasági egyesülete már 1865-ben lépéseket tett egy Győr–Graz között kiépítendő vasút érdekében, s ez ügyben megkereste a Grazi és Soproni Iparkamarát, valamint az Országos Gazdasági Egyesületet. Győrrel csak a számára hátrányos vonalvezetés megismerése után vette fel a kapcsolatot. Győr és Veszprém vármegye a Győr–Pápa–Nagyszőllős–Jánosháza–Molnári vonalvezetést képviselte, mely a legrövidebb utat jelentette Grazhoz.
Vas vármegye a Győr–Pápa–Celldömölk–Sárvár–Szombathely vonalvezetés mellett kardoskodott. A minisztérium is ez utóbbi tervet támogatta. A vitára az 1869. évi V. törvénycikk tett pontot, mely a Magyar Általános Hitelbank pesti és a Weikersheim M.H. és Társa bécsi cégnek adott engedélyt az ún. nyugati vasút Székesfehérvár–Veszprém–Celldömölk–Sárvár–Szombathely–Körmend–Szentgotthárdon át az osztrák határig terjedő fővonalnak és a Celldömölktől Győrig vezető szárnyvonalnak a megépítésére. Győr továbbra is ragaszkodott eredeti elképzeléséhez, s kijelentette, hogy a vállalkozásban nem vesz részt, és előzetes anyagi hozzájárulása semmisnek tekintendő. A vasút végül Vas vármegye elképzeléseinek megfelelően, a törvényben előírt határidő betartásával épült meg. Közben Győr város vezetése és a kereskedelemben érdekelt polgárság lépéseket tett a Kereskedelmi és Iparkamara Győrött történő felállítására. Ez ügyben emlékiratot intéztek az illetékes miniszterhez. Ebben kifejtették, hogy örülnek a kamarák alkotmányos úton történő rendezésének, de fájdalmas megilletődést idézett elő körükben, hogy a kerület székhelye továbbra is Sopron marad. Véleményük szerint a dunántúli kerület kereskedési és közlekedési súlypontját már eddig is Győr képezte, s ha felépül a Győr–grazi vasút, ezután még inkább és kizárólagosan válik azzá.” 12 A nyugati vasút egyes szakaszainak átadására a következő időpontokban került sor: Győr–Celldömölk–Szombathely, 117 km, 1871. október 1., Fehérvár–Veszprém, 45 km, 1872. augusztus 9., Szombathely–Gyanafalva, 65 km, 1872. szeptember 1., Veszprém–Celldömölk, 77 km, 1872. október 1.
A győri érdekek mellőzésével felépült Győr–grazi vasút után a városvezetés és a Kereskedelmi Gyülde a Győr–Ebenfurt-on át Sankt Pölten-ig vezető vasút tervét karolta fel. A cél az volt, hogy Bécs mellőzésével a győri gabonapiac a legrövidebb úton kerüljön kapcsolatba a Nyugattal. A minisztérium a Győr–Sopron közt felépítendő vasútra az 1870-es évek elején több személynek adott előmunkálati engedélyt, majd 1872-ben br. Erlanger Viktor kapott végleges építési engedélyt. Az állam csak a szokásos adómentességet biztosította a vállalkozónak, aki saját vagyonából volt kénytelen fedezni a költségeket. Az építés csak nagyon lassan haladt, s a későbbiekben az állam kénytelen volt engedményeket tenni. 13 A munkálatok 1874 után felgyorsultak, de ekkor meg a győri vasútállomással kapcsolatban merültek fel problémák. A GYSEV-nek a győri államvasúti pályaudvarhoz történő becsatlakozásához a gabonavásártérből, vagy a Honvéd-ligetből jelentős területeket kellett volna átadni, amihez sem a Kereskedelmi Gyülde, sem a városi tanács nem volt hajlandó hozzájárulni. A minisztérium, a huzavonát megunva, a helyi kereskedelmi érdekek kárára, az államvasúttól másfél km távolságra adott engedélyt a GYSEV-állomás felépítésére. 1876-ban a vasúton megindult a forgalom, a győri álmok azonban itt sem váltak valóra. Győr városa ekkor még a közvetítő kereskedelmet illetően biztonságban érezte magát, de már folyt a nagy versenyfutás. A Győri Közlöny 1875. augusztus 27-i számában arról írt, hogy Bécs már évek óta erőfeszítéseket tesz, hogy a gabonakereskedés terén Budapestet megelőzze, de eddig még a kis Győr városát sem volt képes háttérbe szorítani. Győr birtokában van mindazon vállalatoknak, melyeket egy-egy virágzó gabonakereskedést igényel. A kereskedés emberemlékezet óta olyan elterjedt és olyan jó hírnek örvend, melyet elhomályosítani nem lehet. Sőt, a forgalom állandóan növekszik. Míg 1866-ban 3 millió, 1867-ben 4 millió, jelenleg 5 millió q gabonát szállítanak el évenként Győrből. Győrnek csak egy versenytársa van, ez Budapest, mely 1 millió mázsával haladja felül Győr gabonaforgalmát. Dacára annak, hogy Budapest a szállítási vonalba esik, Győr állja a próbát, mindkettő kereskedésére büszke lehet az ország. A bécsiek a gabonakereskedelemnek új irányt adni nem fognak, a fölény megtartása érdekében azonban még sok a teendő. A közlekedési viszonyok javítása mellett gabona-raktárak létesítésére van szükség. A GYSEV-vel a győri kereskedők a gabonaforgalom bővítését remélték.

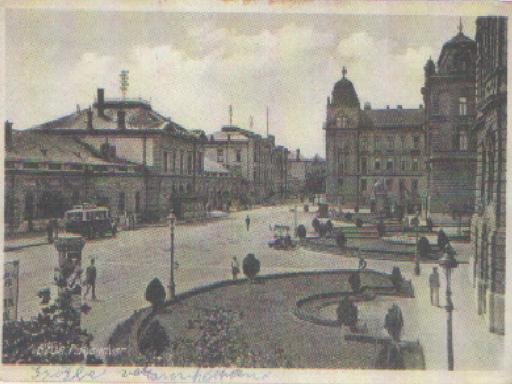
A győri pályaudvar 1915-ben

Pozitív változást a közvetítő kereskedelemben az új vasút sem hozott. Sőt, a helyzet egyre romlott. 1879-ben a Győri Lloyd Kereskedelmi Társulat a városhoz intézett beadványában már arról írt, hogy a kereskedés a győri piacon évről évre csökken, s számos nagykereskedő cég elhagyta városunkat. Ennek oka az, hogy Bécs mindent megtett közvetítő kereskedelmi központtá válása érdekében, s ehhez megfelelő partnerre talált a Duna-gőzhajózási Társaságban. A Duna partján és a legtöbb pályaudvaron álló nagy raktárházzal, s a Duna közvetlen összeköttetése a vasútvonalakkal a kereskedelmet fokozatosan Bécsbe édesgették. Győr ugyan elvesztette elsőbbségét, de nem vesztette el kedvező fekvését, s alkalmas intézkedésekkel ismét versenyképessé válhat. A hátrányos helyzet megszüntetéséhez az állam segítségét kérték. A szárnyvonal kiépítése mellett fontos feladat volt egy Duna-parti közraktár létesítése. Ez utóbbihoz csak a század végére kapták meg az engedélyt, amikor a győri gabonaforgalom már nem jelenthetett veszélyt a budapestire. Az 1870-es évek második felében több ízben is felvetődött a Komárom (Újszőny) és a főváros közvetlen vasúti összeköttetésének kérdése, melynek megépítésére a GYSEV és a nyugati vasút is pályázott. Az építés jogát a magyar állam magának tartotta fenn.
Az 1882:XLV. tc-ben szentesített szerződésben az osztrák államvasút a bécs–újszőnyi vasút magyar részét átadta a MÁV-nak, cserébe a magyar állam Vág völgyi vonaláért. A MÁV ezután befejezte a Duna jobb parti vasút még hiányzó részének felépítését, melyen 1884. június 18-án indult meg a forgalom. Ezek a megállapítások, ha egy kicsit dramatizáltak is, tény, hogy a győri közvetítő gabonakereskedelem nagymértékben veszített súlyából, s ezt a városi polgárság jelentős része is érzékelte. A városvezetés és a kereskedők még ebben a helyzetben is makacsul ragaszkodtak a számukra kedvezőnek látszó vasutak kiépítéséhez. 1882-ben a szélsőbal párt vezére, Krisztinkovich Ede ügyvéd folyamodott a minisztériumhoz előmunkálati engedélyért egy Győr–Zirc közötti vasút megépítéséért. A 8 mérföldre tervezett vasút forgalmát, 31000 lakost figyelembe véve évi 46 500 utasra és 620 000 q teherforgalomra tervezték. A pénzt nem sikerült előteremteni, s így kiépítésére csak az 1890-es évek közepén került sor. A 80-as évek elején már több előre látó polgár felismeri, hogy a vasút-hálózat birtokában Győr továbbra is előnyös helyzetben van, csak az új viszonyokhoz kell alkalmazkodni. A helyes út keresésében a Győri Lloyd Kereskedelmi Társulat járt az élen. Tagjai azt javasolták, hogy a tőkés kereskedők egyesüljenek megfelelő vállalatok létesítésére, alapítsanak gyárakat. A céhes keretekből kinövő vállalkozások elsősorban a vas- és fémipar területén érvényesülnek.

## Győr közlekedésének képviselője
Az adott időben a győri városvezetés és a polgárok mindent elkövettek, hogy helyzetükön javítsanak. Többek között az 1884-es esedékes országgyűlési választás idején olyan képviselőjelölt után néztek, aki országos tekintélynek örvend, szimpatizál a város érdekeivel, és tenni is képes. Ezt a személyt találták meg Baross Gábor közmunka- és közlekedésügyi államtitkárban. Dr. Kovács Pálnak, a Szabadelvű Párt nagy tekintélyű győri elnökének vezetésével küldöttség kereste meg és kérte fel Baross Gábort, hogy fogadja el Győr város képviseletét az országgyűlésben. 1875-ben szülőföldjén, a Trencsén vármegyei illava-puchovói választókerületben egyhangúlag országgyűlési képviselővé választották. A Budapesttel történt közvetlen vasúti összeköttetés megteremtése.
1884-ben sürgetően vetette fel a győri vasútállomás megnagyobbítását, a teherpályaudvar kialakítását, a folyami hidak és a vasút feletti közúti és gyalogoshidak megépítését. Baross mindezekhez állami támogatást ígért, s 1885 februárjában személyesen tárgyalt az érdekeltekkel. Közben töretlen szorgalommal dolgozott országos tervei megvalósításán. A minisztériumban és az országgyűlésben végzett munkáját Tisza Kálmán miniszterelnök is nagyra értékelte, és 1886. december 28-án közmunka- és közlekedésügyi miniszterré nevezte ki, amit a király december 29-én jóváhagyott. Másnap Győr város törvényhatósági bizottsága „a város érdekében, különösen, pedig annak árvízmentesítése körül szerzett kiváló érdemeire” általános lelkesedéssel díszpolgárrá választotta. Üdvözlő feliratukban többek között azt írták, hogy nemcsak a hazafit köszöntik, hanem a város szeretett országgyűlési képviselőjét, a szellemi munka és a szorgalom elismerését és jutalmazását ünneplik. Barosst nem magas [pártfogás, nem születés vagy rang, hanem egyedül a képesség, az ernyedetlen munka és a szorgalom emelték magas pozícióba, megérdemelten.
A miniszteri kinevezés egyben azt is jelentette, hogy az 1875. évi 1. sz., azaz az összeférhetetlenségi törvény alapján újra kellett választatnia magát, ha meg kívánja tartani képviselői mandátumát. Erre 1887. január 17-én került sor, ahol Baross ismét nagy fölénnyel győzött. A pár hónap múlva sorra kerülő általános országgyűlési választás hasonló eredményt hozott. Barosst kezdetben nagyszabású terveiért, vasúti politikájáért többen támadták, az elért eredmények láttán azonban fokozatosan nőtt népszerűsége. Az élclapok többször tollhegyre tűzték, bántóan azonban sosem írtak róla. A Győri Közlöny című lap kezdettől fogva kitartott mellette, s igyekezett népszerűsíteni elképzeléseit, munkáját. Ezt számos példa igazolja. Az 1889. március 17-i számában megjelent „vasúti politikánk” c. cikkben a következőket olvashatjuk: „Több már egy évtizednél, hogy a magyar kormány igen okos, és a nemzet forgalmi életére messze jövőben áldásosan kiható vasúti politikát kezdeményezett, és azóta töretlen eréllyel és igazi államférfiúi körültekintéssel folytatja. Az államvasutak ma már nyereségesek, a magánvasutak nyerészkedése, pedig megszűnt. Ezen termelőkre nézve előnyös vasúti politikánk kimagasló folytatója Baross Gábor közlekedési miniszter, aki e téren rövid idő alatt többet tett, mint elődjei valamennyien, habár azok érdemeit is teljes készséggel elismerték.”
Baross különösen sokat fáradozott a külkereskedelmi forgalom növelése érdekében. Ezt szolgálta többek között a vasutak államosítása és a zónatarifa bevezetése. Ez utóbbi lényege az volt, hogy a távolság növekedésével arányosan csökkent az egy-egy zónára eső viteldíj. Az intézkedés rövid időn belül eredményesnek bizonyult. Amíg például a győri vasútállomáson 1889 júliusában 9800 utas fordult meg, a zóna bevezetésének első havában ez a szám 16 888 főre növekedett. Baross a közlekedési viszonyok javítása mellett a hazai ipar fejlesztésére is sok gondot fordított. A MÁV képviselőit arra utasította, hogy szükségleteiket a hazai ipar termékeiből szerezzék be. Akik ez ellen vétettek, azokat megbüntette. Baross Győr közlekedési, kereskedelmi érdekeinek előmozdítását is a szívén viselte. Az 1880-as években fontos kérdés volt a személy- és teherpályaudvar elválasztása egymástól, a rozoga állapotban lévő fahidak helyett korszerű vashidak építése, a vasút és a közút azonos szintű kereszteződésének megszüntetése és szárnyvasutak építése. 1888 augusztusában végre elkészült a Duna-parti szárnyvasút. Sokat vitatkozott a város vezetőivel a mai Petőfi-híd helyett egy korszerű vashíd építésével kapcsolatban, amíg meggyőzte őket. Nevéhez fűződik a mai Baross-híd elődjének megépítése, melynek avatását sajnos már nem érhette meg. 1889-ben épült meg a Rába feletti vasúti vashíd. Baross Gábornak köszönhetően 1890-ben kapott Győr kereskedelmi és iparkamarát, amiért évtizedeken keresztül harcolt. 1891-ben Győr és Győrsziget államköltségen telefonhoz jutott. Ezekben az években Baross egyre határozottabb lépéseket tett a nemzeti kereskedelmi, közlekedési érdekek fejlesztésére. A magyar termékek forgalmazását segítő kedvezmények, a hazánkban működő külföldi társaságoknak: Lloyd, DGT, Adria, a nemzeti érdekek szolgálatába állítása az osztrák körök rosszallását vonta maga után, itthon viszont növelte a bizalmat Baross iránt. Kossuth 1888-ban Irányi Dánielhez írt levelében arról írt, hogy Baross „buzgó, tevékeny és erélyes ember hírében áll… Azt is tudom, hogy mióta tárcáját kezeli, hivataloskodása közelismeréssel találkozik.”
A Győri Közlöny az 1892. évi országgyűlési választások előtt összegezte Baross eddigi tevékenységét, és érdeméül hozta fel a vasutak államosítását, a posta és a távíró egyesítését, a személy- és áruzóna behozatalát, a Vaskapu-szoros szabályozását, a munkáskérdés rendezését, a hazai iparnak nyújtott kedvezményeket, a vasárnapi munkaszünetre vonatkozó törvény meghozatalát, a hazai ipar és kereskedelem érdekében végzett munkáját. 1892. május 8-i, korai halála megállította nagyszabású terveinek maradéktalan megvalósítását. A nagy veszteséget érezte az ország lakossága, a kormány és Győr város egyaránt. Számos szervezet, intézmény méltatta érdemeit. A Baross Népünnepély rendező bizottsága „a nemzeti alapon felépítendő iparállam kitermelése és építésének megkezdése” körül végzett munkáját emelte ki. A Kassai Iparkamara egy Baross- alapítványt kezdeményezett, melynek bevételét a Baross által szorgalmazott ipari szakértelem fejlesztésére és iparos szakemberek képzésére kívánták fordítani. A Győri Kereskedelmi és Iparkamara egy Budapesten felállítandó Baross-szobor létesítésére indított mozgalmat. A következő évben Győrött a város legforgalmasabb utcáját róla nevezték el.
A 19. század végén Győrt érintően még egy vasút kiépítése volt hátra; a Győr–veszprém–dombóvári vasúté. Mint a korábbiakban láttuk, Zircig már egy évtizeddel előbb felvetődött a vasúti összeköttetés megvalósításának kérdése, a megvalósításra azonban csak most nyílt lehetőség. Forgalmát a Bakony fakitermelése és szállítása, valamint a makkon felhizlalt sertéseknek a győri piacra, történő beszállítására alapozták. Az 1880-as években Győrött kezdenek eltűnni a válság jelei. A helyi sertéskereskedelem ismét fellendül, s a század végére a győri sertéskereskedők rátérnek az iparszerű sertéstermelésre. Egymás után épülnek fel a korszerű sertésszállások, melyeken egyenként évi 20000–30000 db sertést hizlalnak fel. Az eddig Szlavóniából, Szerbiából lábon felhajtott sertések helyébe az alföldi és a bakonyi fajták lépnek, melyek 400–450 kg-ra is felhizlalhatók. Ebből a helyzetből vetődik fel az említett vasút gondolata, mellyel a cél a fában, szénben, sertésben gazdag Bakony bekapcsolása a győri kereskedelembe, s Győr világforgalmi jelentőségének megőrzése érdekében a legrövidebb fiumei vasúti összeköttetés megteremtése. Győr városa 40000,– Ft-tal járult hozzá az építési költségekhez, s 1895/1896-ban a vasúton megindult a forgalom. A tervezett forgalmi elvárásoknak ugyan a vasút nem felelt meg, de az általa érintett területek fejlődését elősegítette. A századforduló idején még két helyiérdekű vasút megépítésének kérdése vetődött fel; a Győrt és Magyaróvárt összekötő szigetközi és a Győr–Mezőörs–Kisbér közötti vasút. Az előzetes forgalmi számítások ígéretesek voltak, állami és megfelelő érdekeltségi támogatások hiányában azonban a tervek nem váltak valóra. A győri közúti közlekedés fejlesztésének kérdései a vasúti forgalom megindulásával egy időben vetődtek fel. A tehetősebb városi polgárok az adott időben saját fogatukkal közlekedtek. A vasúti forgalom beindulása és megnövekedése a város belső forgalmi viszonyainak javítását is igényelte.